# 1. HKL 1992./93.
Prva hrvatska košarkaška liga za sezonu 1992/93. (1. HKL 1992/93.) je bila najviši razred hrvatskih košarkaških natjecanja u toj sezoni.

## Sudionici
- Sudionici A-1 lige
  - Osijek Koteks - Osijek
  - Gradine - Pula
  - Croatia Line - Rijeka
  - Dalmacijavino - Split
  - Slobodna Dalmacija - Split
  - Šibenik Zagreb montaža - Šibenik
  - Zadar - Zadar
  - Cibona - Zagreb
  - Zagreb - Zagreb
  - Zrinjevac - Zagreb
- igrali u doigravanju (ligaški dio igrali u A-2 ligi)
  - Omiš - Omiš
  - Alkar - Sinj
  - MIV - Varaždin
  - Dubrava - Zagreb
  - Tuškanac - Zagreb
  - Fortuna - Zaprešić

## Natjecateljski sustav
Deset klubova je igralo dvokružnu ligu, a potom je slijedilo doigravanje u koje su se uključili svi klubovi A-1 lige i šest klubova iz A-2 lige (prva dva iz svake od tri skupine). 

Zbog srpsko-crnogorske agresije na Hrvatsku, brojni klubovi svoje utakmice nisu igrali na svom terenu zbog toga što su im matične gradove okupirale srpske snage, a mnogi nisu jer su im igrališta bila preblizu bojišnice, odnosno, zbog čestih uzbuna zbog raketno-topničkih napada na matične gradove, morali su igrati na drugim igralištima.

## Rezultati

### Ligaški dio
| rezultati                           | CIB    | SLD    | ZGB    | ZAD    | ŠZM    | ZRI    | CRL    | OSK    | DAL    | GRA    |
| ----------------------------------- | ------ | ------ | ------ | ------ | ------ | ------ | ------ | ------ | ------ | ------ |
| KK Cibona (Zagreb)                  | CIB    | 74:61  | 101:79 | 97:74  | 105:96 | 102:79 | 99:76  | 104:90 | 88:65  | 126:79 |
| KK Slobodna Dalmacija (Split)       | 84:74  | SLD    | 77:73  | 86:67  | 93:91  | 97:93  | 89:78  | 98:64  | 96:64  | 111:76 |
| KK Zagreb (Zagreb)                  | 83:94  | 67:66  | ZGB    | 85:70  | 89:66  | 88:64  | 86:74  | 90:71  | 85:68  | 78:57  |
| KK Zadar (Zadar)                    | 84:88  | 77:71  | 55:59  | ZAD    | 98:69  | 95:100 | 68:70  | 95:84  | 82:74  | 82:69  |
| KK Šibenik Zagreb montaža (Šibenik) | 78:98  | 79:86  | 76:81  | 96:80  | ŠZM    | 94:84  | 96:82  | 87:70  | 93:78  | 98:89  |
| KK Zrinjevac (Zagreb)               | 69:81  | 63:68  | 77:67  | 76:90  | 69:82  | ZRI    | 86:79  | 74:70  | 101:67 | 97:74  |
| KK Croatia Line (Rijeka)            | 68:119 | 84:104 | 84:85  | 74:88  | 85:73  | 82:87  | CRL    | 84:80  | 61:70  | 104:79 |
| KK Osijek Koteks (Osijek)           | 81:103 | 79:91  | 53:64  | 78:102 | 103:85 | 100:86 | 68:67  | OSK    | 79:68  | 87:93  |
| KK Dalmacijavino (Split)            | 99:102 | 72:78  | 73:90  | 67:84  | 72:84  | 65:74  | 77:85  | 69:80  | DAL    | 57:64  |
| KK Gradine Pula                     | 86:99  | 56:77  | 85:103 | 72:102 | 74:96  | 64:90  | 83:111 | 70:94  | 86:104 | GRA    |

| Mj. | Klub                     | Ut | Pb | Pz | Koševi    | Bod |
| --- | ------------------------ | -- | -- | -- | --------- | --- |
| 1.  | Cibona Zagreb            | 18 | 17 | 1  | 1754:1431 | 35  |
| 2.  | Slobodna Dalmacija Split | 18 | 15 | 3  | 1533:1331 | 33  |
| 3.  | Zagreb                   | 18 | 14 | 4  | 1452:1311 | 32  |
| 4.  | Zadar                    | 18 | 10 | 8  | 1493:1415 | 28  |
| 5.  | Šibenik Zagreb Montaža   | 18 | 9  | 9  | 1539:1536 | 27  |
| 6.  | Zrinjevac Zagreb         | 18 | 9  | 9  | 1467:1465 | 27  |
| 7.  | Croatia Line Rijeka      | 18 | 6  | 12 | 1448:1537 | 24  |
| 8.  | Osijek Koteks            | 18 | 6  | 12 | 1431:1530 | 24  |
| 9.  | Dalmacijavino Split      | 18 | 2  | 16 | 1309:1510 | 20  |
| 10. | Gradine Pula             | 18 | 2  | 16 | 1356:1716 | 20  |

A-2 HKL 1992./93.
Skupina "Jug"
```
1. Alkar Sinj            16 14  2  30 *
2. Omiš                  16 13  3  29 *
3. Puntamika Zadar       16 12  4  28
4. Galeb Šibenik         15 10  5  25
5. Jug Dubrovnik         16  8  8  24
6. Šibopromet Trogir     16  5 11  21
7. Solin                 16  4 12  20
8. DOŠK Drniš            16  2 14  18
9. Ploče                 15  3 12  18
```

Skupina "Centar-istok"
```
1. MIV Varaždin         14 13  1  27 *
2. Dubrava Zagreb       14 11  3  25 *
3. Čakovec              14  7  7  21
4. Đakovo Gerok         14  7  7  21
5. Maksimir Zagreb      14  6  8  20
6. Mladost Đurđevac     14  6  8  20
7. Dinamo Vinkovci      14  4 10  18
8. Podravac Virje       14  2 12  16
```

Skupina "Centar-zapad"
```
1. Tuškanac Zagreb      14 12  2  26 *
2. Fortuna Zaprešić     14 11  3  25 *
3. Kantrida Rijeka      14 11  3  25
4. Zabok                14  6  8  20
5. Željezničar Karlovac 14  6  8  20
6. Brajda Rijeka        14  5  9  19
7. Sisak                14  3 11  17
8. Rijeka               14  2 12  16
```

```
* plasirali se u doigraanje 
```

### Doigravanje
| 1. krug / šesnaestina završnice | prva utakmica | uzvrat | ukupno    |
| ------------------------------- | ------------- | ------ | --------- |
| Dubrava - Dalmacijavino         | 85:84         | 79:75  | (164:159) |
| Fortuna - Gradine               | 77:74         | 69:94  | (146:168) |
| Omiš - Tuškanac                 | 110:93        | 81:81  | (191:174) |
| Alkar - MIV                     | 64:64         | 57:60  | (121:124) |

| 2. krug / osmina završnice   | prva utakmica | uzvrat | ukupno    |
| ---------------------------- | ------------- | ------ | --------- |
| Dubrava - Osijek Koteks      | 84:81         | 78:82  | (162:163) |
| Gradine - Croatia Line       | 85:86         | 84:111 | (169:197) |
| Omiš - Zrinjevac             | 85:76         | 62:91  | (147:167) |
| MIV - Šibenik Zagreb montaža | 60:70         | 61:89  | (121:159) |

| 3. krug / četvrtzavršnica         | prva utakmica | druga utakmica | treća utakmica | ukupno |
| --------------------------------- | ------------- | -------------- | -------------- | ------ |
| Osijek Koteks - Cibona            | 87:103        | 80:95          |                | (0:2)  |
| Croatia Line - Slobodna Dalmacija | 83:75         | 78:99          | 88:97          | (1:2)  |
| Zrinjevac - Zagreb                | 74:80         | 59:74          |                | (0:2)  |
| Šibenik Zagreb montaža - Zadar    | 91:85         | 2:0 *          |                | (2:0)  |

- Utakmica registrirana 2-0 u korist Šibenik Zagreb montaže jer košarkaši Zadra nisu došli na utakmicu

| 4. krug / poluzavršnica         | prva utakmica | druga utakmica | treća utakmica | četvrta utakmica | peta utakmica | ukupno |
| ------------------------------- | ------------- | -------------- | -------------- | ---------------- | ------------- | ------ |
| Cibona - Šibenik Zagreb montaža | 102:73        | 92:85          | 94:76          |                  |               | (3:0)  |
| Slobodna Dalmacija - Zagreb     | 85:67         | 70:66          | 85:68          |                  |               | (3:0)  |

| Poluzavršnica za 5. mjesto | prva utakmica | uzvrat | ukupno    |
| -------------------------- | ------------- | ------ | --------- |
| Osijek Koteks - Zadar      | 78:99         | 83:93  | (161:192) |
| Croatia Line - Zrinjevac   | 76:83         | 63:80  | (139:163) |

| završnica za 7. mjesto       | prva utakmica | uzvrat | ukupno    |
| ---------------------------- | ------------- | ------ | --------- |
| Osijek Koteks - Croatia Line | 91:79         | 83:84  | (174:163) |

| 5. krug / završnica         | prva utakmica | druga utakmica | treća utakmica | četvrta utakmica | peta utakmica | ukupno |
| --------------------------- | ------------- | -------------- | -------------- | ---------------- | ------------- | ------ |
| Cibona - Slobodna Dalmacija | 93:89         | 86:83          | 78:80          | 79:74            |               | (3:1)  |

## Prvaci
Košarkaški klub Cibona (Zagreb): Slaven Rimac, Zdravko Radulović, Veljko Mršić, Mario Gašparović, Vladan Alanović, Ivica Marić, Ivo Nakić, Ivica Žurić, Marko Šamanić, Goran Sobin, Franjo Arapović, Davor Pejčinović (trener: Aleksandar Petrović)

## Klubovi u međunarodnim natjecanjima
- Europska liga
  - Zadar, Zadar
  - Cibona, Zagreb
- Europski kup
  - Slobodna Dalmacija, Split
- Kup Radivoja Koraća
  - Šibenka, Šibenik
  - Zagreb,Zagreb

## Poveznice
- A-2 liga 1992./93.
- B-1 liga 1992./93.
- Košarkaški Kup Hrvatske 1992./93.